# (148384) Dalcanton
(148384) Dalcanton est un astéroïde de la ceinture principale.

## Description
(148384) Dalcanton est un astéroïde de la ceinture principale. Il fut découvert le 26 septembre 2000 à l'observatoire d'Apache Point par le programme Sloan Digital Sky Survey. Il présente une orbite caractérisée par un demi-grand axe de 3,16 UA, une excentricité de 0,10 et une inclinaison de 10,0° par rapport à l'écliptique.
Il est nommé d'après l'astronome américaine Julianne Dalcanton. 